# Карманенко Катерина Андріївна
Катери́на Андрі́ївна Карма́ненко (* 1986) — українська спортсменка-легкоатлетка. Спеціалізується в бігу на довгі дистанції.

## З життєпису
Представляє команду Рівненської області
На Чемпіонаті України з легкої атлетики-2006 здобула дві бронзові медалі — марафон і біг на 20 кілометрів.
Чемпіонка України-2014 — гірський біг (7500 метрів).
Брала участь в Чемпіонаті світу з легкої атлетики-2013.
Змагалася на Чемпіонаті світу з легкої атлетики 2015 року.
На Чемпіонаті України з легкої атлетики-2017 здобула бронзову нагороду — напівмарафон.
Чемпіонка України-2019 з гірського бігу (вгору).